# U Smile
U Smile je píseň amerického popového zpěváka Justina Biebra. Píseň pochází z jeho druhého alba My World 2.0. Produkce se ujali producenti Jerry Duplessis a Arden Altino.

## Hitparáda
| Žebříček | Příčka |
| -------- | ------ |
| Anglie   | 98     |
| USA      | 27     |
| Kanada   | 17     |